# Rabah Madžer
Rabah Madžer (celým jménem Mustafa Rabah Madžer; * 15. prosince 1958, Alžír) je bývalý alžírský fotbalista. V roce 1987 získal titul Africký fotbalista roku.
Začínal v klubu NA Hussein Bey, v roce 1982 přestoupil do Racingu Paříž a odtud v roce 1985 do FC Porto. S Portem se stal třikrát mistrem Portugalska a vyhrál Pohár mistrů evropských zemí 1986/87. Ve finále proti Bayernu vyrovnal na 1:1 překvapivou patičkou a krátce nato nahrál na rozhodující gól. S Portem následně vyhrál i Superpohár a Interkontinentální pohár. V reprezentačním dresu odehrál 87 zápasů a vstřelil 29 branek, získal stříbro na Africkém poháru národů 1980 a zlato na Africkém poháru národů 1990. Také se zúčastnil mistrovství světa ve fotbale 1982 (kde přispěl brankou k nečekanému vítězství Alžířanů nad západním Německem 2:1) a mistrovství světa ve fotbale 1986. Po ukončení kariéry trénoval v letech 1993—1995 a 1999—2002 reprezentaci Alžírska a působil jako komentátor pro televizi Al-Džazíra.